# World Championship Tennis 1974
Il World Championship Tennis 1974 è stata una serie di tornei di tennis, rivale del Commercial Union Assurance Grand Prix 1974. È stato organizzata dalla World Championship Tennis (WCT). È iniziato il 20 gennaio con lo U.S. Professional Indoor ed è terminato il 12 maggio con la finale del WCT Finals.

## Calendario

### Legenda
| WCT Finals     |
| Serie regolare |

### Gennaio
| Settimana  | Torneo                                                                                                | Vincitore                              | Finalista                             | Semifinalisti                | Eliminati ai quarti                                     |
| ---------- | --- | -------------------------------------- | ------------------------------------- | ---------------------------- | ------------------------------------------------------- |
| 21 gennaio | U.S. Professional Indoor 1974 Filadelfia, Stati Uniti 100 000 $ - Sintetico indoor Singolare - Doppio | Rod Laver 6–1, 6–4, 3–6, 6–4           | Arthur Ashe                           | Tony Roche Jan Kodeš         | Mark Cox Adriano Panatta Tom Okker Eddie Dibbs          |
| 21 gennaio | U.S. Professional Indoor 1974 Filadelfia, Stati Uniti 100 000 $ - Sintetico indoor Singolare - Doppio | Pat Cramer Mike Estep 7–6, 6–7, 6–3    | Jean-Baptiste Chanfreau Georges Goven | Tony Roche Jan Kodeš         | Mark Cox Adriano Panatta Tom Okker Eddie Dibbs          |
| 28 gennaio | Richmond WCT 1974 Richmond, Stati Uniti 50 000 $ - Sintetico indoor - 32S/16D Singolare - Doppio      | Ilie Năstase 6-2 6-3                   | Tom Gorman                            | Niki Pilic Patrice Dominguez | Georges Goven Cliff Drysdale Marty Riessen Billy Martin |
| 28 gennaio | Richmond WCT 1974 Richmond, Stati Uniti 50 000 $ - Sintetico indoor - 32S/16D Singolare - Doppio      | Nikola Pilić Allan Stone 6–3, 3–6, 7–6 | John Alexander Phil Dent              | Niki Pilic Patrice Dominguez | Georges Goven Cliff Drysdale Marty Riessen Billy Martin |

### Febbraio
| Settimana   | Torneo                                                                                                  | Vincitore                                            | Finalista                       | Semifinalisti                 | Eliminati ai quarti                                      |
| ----------- | --- | ---------------------------------------------------- | ------------------------------- | ----------------------------- | -------------------------------------------------------- |
| 4 febbraio  | St. Petersburg WCT 1974 Saint Petersburg, USA 50 000 $ - Cemento Singolare - Doppio                     | John Newcombe 6-0 7-6                                | Alex Metreveli                  | Ross Case Raúl Ramírez        | Dick Stockton Brian Gottfried Jiří Hřebec Stan Smith     |
| 4 febbraio  | St. Petersburg WCT 1974 Saint Petersburg, USA 50 000 $ - Cemento Singolare - Doppio                     | Owen Davidson John Newcombe 4–6, 6–3, 6–4            | Clark Graebner Charlie Pasarell | Ross Case Raúl Ramírez        | Dick Stockton Brian Gottfried Jiří Hřebec Stan Smith     |
| 11 febbraio | Bologna Indoor 1974 Bologna, Italia 50 000 $ - Sintetico indoor Singolare - Doppio                      | Arthur Ashe 6-4 7-5                                  | Mark Cox                        | Ion Țiriac Roger Taylor       | Colin Dibley Adriano Panatta Graham Stilwell Rod Laver   |
| 11 febbraio | Bologna Indoor 1974 Bologna, Italia 50 000 $ - Sintetico indoor Singolare - Doppio                      | Ove Nils Bengtson Björn Borg 6-4, 5-7, 4-6, 7-6, 6-2 | Arthur Ashe Roscoe Tanner       | Ion Țiriac Roger Taylor       | Colin Dibley Adriano Panatta Graham Stilwell Rod Laver   |
| 11 febbraio | Toronto Indoor 1974 Toronto, Canada 50 000 $ - Sintetico indoor Singolare - Doppio                      | Tom Okker 7-6 6-2                                    | Ilie Năstase                    | Marty Riessen John Alexander  | Erik Van Dillen Bob Hewitt Tony Roche Phil Dent          |
| 11 febbraio | Toronto Indoor 1974 Toronto, Canada 50 000 $ - Sintetico indoor Singolare - Doppio                      | Raúl Ramírez Tony Roche 6-3, 2-6, 6-4                | Tom Okker Marty Riessen         | Marty Riessen John Alexander  | Erik Van Dillen Bob Hewitt Tony Roche Phil Dent          |
| 18 febbraio | Rothmans International London 1974 Londra, Gran Bretagna 44 000 $ - Sintetico indoor Singolare - Doppio | Björn Borg 6-7 7-6 6-4                               | Mark Cox                        | Jan Kodeš Roscoe Tanner       | Ove Bengtson Stephen Warboys Arthur Ashe Rod Laver       |
| 18 febbraio | Rothmans International London 1974 Londra, Gran Bretagna 44 000 $ - Sintetico indoor Singolare - Doppio | Ove Nils Bengtson Björn Borg 7-6, 6-3                | Mark Farrell John Lloyd         | Jan Kodeš Roscoe Tanner       | Ove Bengtson Stephen Warboys Arthur Ashe Rod Laver       |
| 18 febbraio | Hempstead WCT 1974 Hempstead, Stati Uniti 50 000 $ - Cemento Singolare - Doppio                         | Stan Smith 6-4 3-6 6-3                               | John Newcombe                   | Brian Fairlie Alex Metreveli  | Jiří Hřebec Cliff Richey Ismail El Shafei Milan Holeček  |
| 18 febbraio | Hempstead WCT 1974 Hempstead, Stati Uniti 50 000 $ - Cemento Singolare - Doppio                         | Jeff Borowiak Dick Crealy 6-7, 6-4, 6-4              | Ross Case Geoff Masters         | Brian Fairlie Alex Metreveli  | Jiří Hřebec Cliff Richey Ismail El Shafei Milan Holeček  |
| 25 febbraio | Barcelona WCT 1974 Barcellona, Spagna 50 000 $ - Sintetico indoor Singolare - Doppio                    | Arthur Ashe 6-4 3-6 6-3                              | Björn Borg                      | Eddie Dibbs Vladimír Zedník   | Roger Taylor Tom Leonard Ion Țiriac Adriano Panatta      |
| 25 febbraio | Barcelona WCT 1974 Barcellona, Spagna 50 000 $ - Sintetico indoor Singolare - Doppio                    | Arthur Ashe Roscoe Tanner 6-3, 6-4                   | Tom Edlefsen Tom Leonard        | Eddie Dibbs Vladimír Zedník   | Roger Taylor Tom Leonard Ion Țiriac Adriano Panatta      |
| 25 febbraio | La Costa WCT 1974 La Costa, Stati Uniti 50 000 $ - Sintetico indoor - 32S/16D Singolare - Doppio        | John Newcombe 6-2 4-6 6-4                            | Stan Smith                      | Raúl Ramírez Patricio Cornejo | Alex Metreveli Dick Stockton Dick Crealy Brian Gottfried |
| 25 febbraio | La Costa WCT 1974 La Costa, Stati Uniti 50 000 $ - Sintetico indoor - 32S/16D Singolare - Doppio        | Clark Graebner Charlie Pasarell 6–4, 6–7, 7–5        | Roy Emerson Dennis Ralston      | Raúl Ramírez Patricio Cornejo | Alex Metreveli Dick Stockton Dick Crealy Brian Gottfried |
| 25 febbraio | Miami Open 1974 Miami, Stati Uniti 50 000 $ - Cemento - 32S/16D Singolare - Doppio                      | Cliff Drysdale 6-4 7-5                               | Tom Gorman                      | Tom Okker John Alexander      | Mike Estep Patrick Proisy Niki Pilic Ilie Năstase        |
| 25 febbraio | Miami Open 1974 Miami, Stati Uniti 50 000 $ - Cemento - 32S/16D Singolare - Doppio                      | John Alexander Phil Dent 4-6, 6-4, 7-5               | Tom Okker Marty Riessen         | Tom Okker John Alexander      | Mike Estep Patrick Proisy Niki Pilic Ilie Năstase        |

### Marzo
| Settimana | Torneo                                                                                      | Vincitore                                | Finalista                     | Semifinalisti                      | Eliminati ai quarti                                        |
| --------- | ------------------------------------------------------------------------------------------- | ---------------------------------------- | ----------------------------- | ---------------------------------- | ---------------------------------------------------------- |
| 11 marzo  | Sao Paulo WCT 1974 San Paolo, Brasile 50 000 $ - Sintetico indoor Singolare - Doppio        | Björn Borg 6-2 3-6 6-3                   | Arthur Ashe                   | Thomaz Koch Antonio Zugarelli      | Ion Țiriac Mark Cox Rod Laver Harold Solomon               |
| 11 marzo  | Sao Paulo WCT 1974 San Paolo, Brasile 50 000 $ - Sintetico indoor Singolare - Doppio        | Adriano Panatta Ion Țiriac 7–5, 3–6, 6–3 | Ove Nils Bengtson Björn Borg  | Thomaz Koch Antonio Zugarelli      | Ion Țiriac Mark Cox Rod Laver Harold Solomon               |
| 11 marzo  | Washington Indoor 1974 Landover, Stati Uniti 50 000 $ - Sintetico indoor Singolare - Doppio | Ilie Năstase 6-3 6-3                     | Tom Okker                     | Tom Gorman Cliff Drysdale          | Marty Riessen Niki Pilic Patrick Proisy Tony Roche         |
| 11 marzo  | Washington Indoor 1974 Landover, Stati Uniti 50 000 $ - Sintetico indoor Singolare - Doppio | Bob Hewitt Frew McMillan 7–6, 6–3        | Tom Okker Marty Riessen       | Tom Gorman Cliff Drysdale          | Marty Riessen Niki Pilic Patrick Proisy Tony Roche         |
| 25 marzo  | Rotterdam Open 1974 Rotterdam, Paesi Bassi 50 000 $ - Sintetico indoor Singolare - Doppio   | Tom Okker 4-6 7-6 6-1                    | Tom Gorman                    | Cliff Drysdale Hans-Jürgen Pohmann | Marty Riessen Niki Pilic Manuel Orantes Pierre Barthes     |
| 25 marzo  | Rotterdam Open 1974 Rotterdam, Paesi Bassi 50 000 $ - Sintetico indoor Singolare - Doppio   | Bob Hewitt Frew McMillan 3–6, 6–4, 6–3   | Pierre Barthes Ilie Năstase   | Cliff Drysdale Hans-Jürgen Pohmann | Marty Riessen Niki Pilic Manuel Orantes Pierre Barthes     |
| 25 marzo  | Atlanta Open 1974 Atlanta, Stati Uniti 50 000 $ - Sintetico indoor Singolare - Doppio       | Dick Stockton 6-2 6-1                    | Jiří Hřebec                   | Geoff Masters Ross Case            | Brian Fairlie Brian Gottfried Alex Metreveli John Newcombe |
| 25 marzo  | Atlanta Open 1974 Atlanta, Stati Uniti 50 000 $ - Sintetico indoor Singolare - Doppio       | Robert Lutz Stan Smith 6-3, 3-6, 7-6     | Brian Gottfried Dick Stockton | Geoff Masters Ross Case            | Brian Fairlie Brian Gottfried Alex Metreveli John Newcombe |
| 25 marzo  | Palm Desert WCT 1974 Palm Desert, Stati Uniti 50 000 $ - Cemento Singolare - Doppio         | Rod Laver 6-4 6-2                        | Roscoe Tanner                 | Arthur Ashe Eddie Dibbs            | Jan Kodeš Dennis Ralston Mark Cox Harold Solomon           |
| 25 marzo  | Palm Desert WCT 1974 Palm Desert, Stati Uniti 50 000 $ - Cemento Singolare - Doppio         | Jan Kodeš Vladimír Zedník 6-4, 6-4       | Raymond Moore Onny Parun      | Arthur Ashe Eddie Dibbs            | Jan Kodeš Dennis Ralston Mark Cox Harold Solomon           |

### Aprile
| Settimana | Torneo                                                                                               | Vincitore                                     | Finalista                     | Semifinalisti                  | Eliminati ai quarti                                       |
| --------- | --- | --------------------------------------------- | ----------------------------- | ------------------------------ | --------------------------------------------------------- |
| 1º aprile | New Orleans WCT 1974 New Orleans, Stati Uniti 50 000 $ Singolare - Doppio                            | John Newcombe 6-4 6-2                         | Jeff Borowiak                 | Jiří Hřebec Željko Franulović  | Stan Smith Charlie Pasarell Frank Froehling Bob Lutz      |
| 1º aprile | New Orleans WCT 1974 New Orleans, Stati Uniti 50 000 $ Singolare - Doppio                            | Robert Lutz Stan Smith 4-6, 6-4, 7-6          | Owen Davidson John Newcombe   | Jiří Hřebec Željko Franulović  | Stan Smith Charlie Pasarell Frank Froehling Bob Lutz      |
| 1º aprile | Munich WCT 1974 Monaco di Baviera, Germania 50 000 $ - Sintetico indoor Singolare - Doppio           | Frew McMillan 5-7 7-6 7-6                     | Niki Pilic                    | Phil Dent Tony Roche           | Marty Riessen Manuel Orantes Erik Van Dillen Bob Maud     |
| 1º aprile | Munich WCT 1974 Monaco di Baviera, Germania 50 000 $ - Sintetico indoor Singolare - Doppio           | Bob Hewitt Frew McMillan 6-2, 7-6             | Pierre Barthes Ilie Năstase   | Phil Dent Tony Roche           | Marty Riessen Manuel Orantes Erik Van Dillen Bob Maud     |
| 8 aprile  | Monte Carlo Open 1974 Monte Carlo, Monaco 50 000 $ - Terra rossa Singolare - Doppio                  | Andrew Pattison 5-7 6-3 6-4                   | Ilie Năstase                  | Bob Maud Marty Riessen         | Balázs Taróczy Mike Estep Cliff Drysdale John Alexander   |
| 8 aprile  | Monte Carlo Open 1974 Monte Carlo, Monaco 50 000 $ - Terra rossa Singolare - Doppio                  | John Alexander Phil Dent 7-6, 4-6, 7-6, 6-3   | Manuel Orantes Tony Roche     | Bob Maud Marty Riessen         | Balázs Taróczy Mike Estep Cliff Drysdale John Alexander   |
| 8 aprile  | WCT Orlando Classic 1974 Orlando, Stati Uniti 50 000 $ - Cemento Singolare - Doppio                  | John Newcombe 6-2 3-6 6-3                     | Jaime Fillol                  | Stan Smith Christopher Mottram | Cliff Richey Jeff Borowiak Grover Reid Raúl Ramírez       |
| 8 aprile  | WCT Orlando Classic 1974 Orlando, Stati Uniti 50 000 $ - Cemento Singolare - Doppio                  | Owen Davidson John Newcombe 7-6, 6-3          | Brian Gottfried Dick Stockton | Stan Smith Christopher Mottram | Cliff Richey Jeff Borowiak Grover Reid Raúl Ramírez       |
| 8 aprile  | Tokyo Indoor 1974 Tokyo, Giappone 50 000 $ - Cemento Singolare - Doppio                              | Rod Laver 5-7 6-2 6-0                         | Juan Gisbert                  | Onny Parun Björn Borg          | Paul Gerken Adriano Panatta Raymond Moore Guillermo Vilas |
| 8 aprile  | Tokyo Indoor 1974 Tokyo, Giappone 50 000 $ - Cemento Singolare - Doppio                              | Raymond Moore Onny Parun 4-6, 6-2, 6-4        | Juan Gisbert Roger Taylor     | Onny Parun Björn Borg          | Paul Gerken Adriano Panatta Raymond Moore Guillermo Vilas |
| 15 aprile | Johannesburg Indoor 1974 Johannesburg, Sudafrica 50 000 $ - Cemento Singolare - Doppio               | Andrew Pattison 6-3 7-5                       | John Alexander                | Cliff Drysdale Tom Gorman      | Deon Joubert Frew McMillan John Yuill Bernie Mitton       |
| 15 aprile | Johannesburg Indoor 1974 Johannesburg, Sudafrica 50 000 $ - Cemento Singolare - Doppio               | Bob Hewitt Frew Donald McMillan 6-2, 6-4, 7-6 | Jim McManus Andrew Pattison   | Cliff Drysdale Tom Gorman      | Deon Joubert Frew McMillan John Yuill Bernie Mitton       |
| 15 aprile | Houston Open 1974 Houston, Stati Uniti 50 000 $ - Terra rossa Singolare - Doppio                     | Rod Laver 7-6 6-2                             | Björn Borg                    | Eddie Dibbs Onny Parun         | Guillermo Vilas Vladimír Zedník Colin Dibley Arthur Ashe  |
| 15 aprile | Houston Open 1974 Houston, Stati Uniti 50 000 $ - Terra rossa Singolare - Doppio                     | Colin Dibley Rod Laver 4-6, 7-6, 6-4          | Arthur Ashe Roscoe Tanner     | Eddie Dibbs Onny Parun         | Guillermo Vilas Vladimír Zedník Colin Dibley Arthur Ashe  |
| 15 aprile | Carolinas International Tennis 1974 Charlotte, Stati Uniti 50 000 $ - Terra rossa Singolare - Doppio | Jeff Borowiak 6-4 5-7 7-6                     | Dick Stockton                 | Stan Smith Jaime Fillol        | Geoff Masters Alex Metreveli Syd Ball John Newcombe       |
| 15 aprile | Carolinas International Tennis 1974 Charlotte, Stati Uniti 50 000 $ - Terra rossa Singolare - Doppio | Buster Mottram Raúl Ramírez 6–3, 1–6, 6–3     | Owen Davidson John Newcombe   | Stan Smith Jaime Fillol        | Geoff Masters Alex Metreveli Syd Ball John Newcombe       |
| 22 aprile | Denver Open 1974 Denver, Stati Uniti 50 000 $ - Sintetico indoor Singolare - Doppio                  | Roscoe Tanner 6-2 6-4                         | Arthur Ashe                   | Jan Kodeš Mark Cox             | Rod Laver Paul Gerken Eddie Dibbs Raymond Moore           |
| 22 aprile | Denver Open 1974 Denver, Stati Uniti 50 000 $ - Sintetico indoor Singolare - Doppio                  | Arthur Ashe Roscoe Tanner 6–3, 7–6            | Mark Cox Jun Kamiwazumi       | Jan Kodeš Mark Cox             | Rod Laver Paul Gerken Eddie Dibbs Raymond Moore           |
| 22 aprile | St. Louis Open 1974 St. Louis, Stati Uniti 50 000 $ - Terra rossa Singolare - Doppio                 | Stan Smith 6-2 3-6 6-2                        | Alex Metreveli                | Dick Crealy John Newcombe      | Cliff Richey Clark Graebner Ross Case Ismail El Shafei    |
| 22 aprile | St. Louis Open 1974 St. Louis, Stati Uniti 50 000 $ - Terra rossa Singolare - Doppio                 | Ismail El Shafei Brian Fairlie 7–6, 6–7, 7–6  | Ross Case Geoff Masters       | Dick Crealy John Newcombe      | Cliff Richey Clark Graebner Ross Case Ismail El Shafei    |

### Maggio
| Settimana | Torneo                                                                          | Vincitore                                      | Finalista                   | Semifinalisti        | Eliminati ai quarti                          |
| --------- | ------------------------------------------------------------------------------- | ---------------------------------------------- | --------------------------- | -------------------- | -------------------------------------------- |
| 2 maggio  | Masters Doubles WCT 1974 Montréal, Canada Sintetico indoor Doppio               | Bob Hewitt Frew McMillan 6–2, 6(6)–7, 6–1, 6–2 | Owen Davidson John Newcombe |                      |                                              |
| 8 maggio  | WCT Finals 1974 Dallas, Stati Uniti 100 000 $ - Sintetico indoor - 8S Singolare | John Newcombe 4–6, 6–3, 6–3, 6–2               | Björn Borg                  | Stan Smith Jan Kodeš | Tom Okker Rod Laver Arthur Ashe Ilie Năstase |

### Giugno
Nessun evento

### Luglio
Nessun evento

### Agosto
Nessun evento

### Settembre
Nessun evento

### Ottobre
Nessun evento

### Novembre
Nessun evento

### Dicembre
Nessun evento